# نادي هورسيد

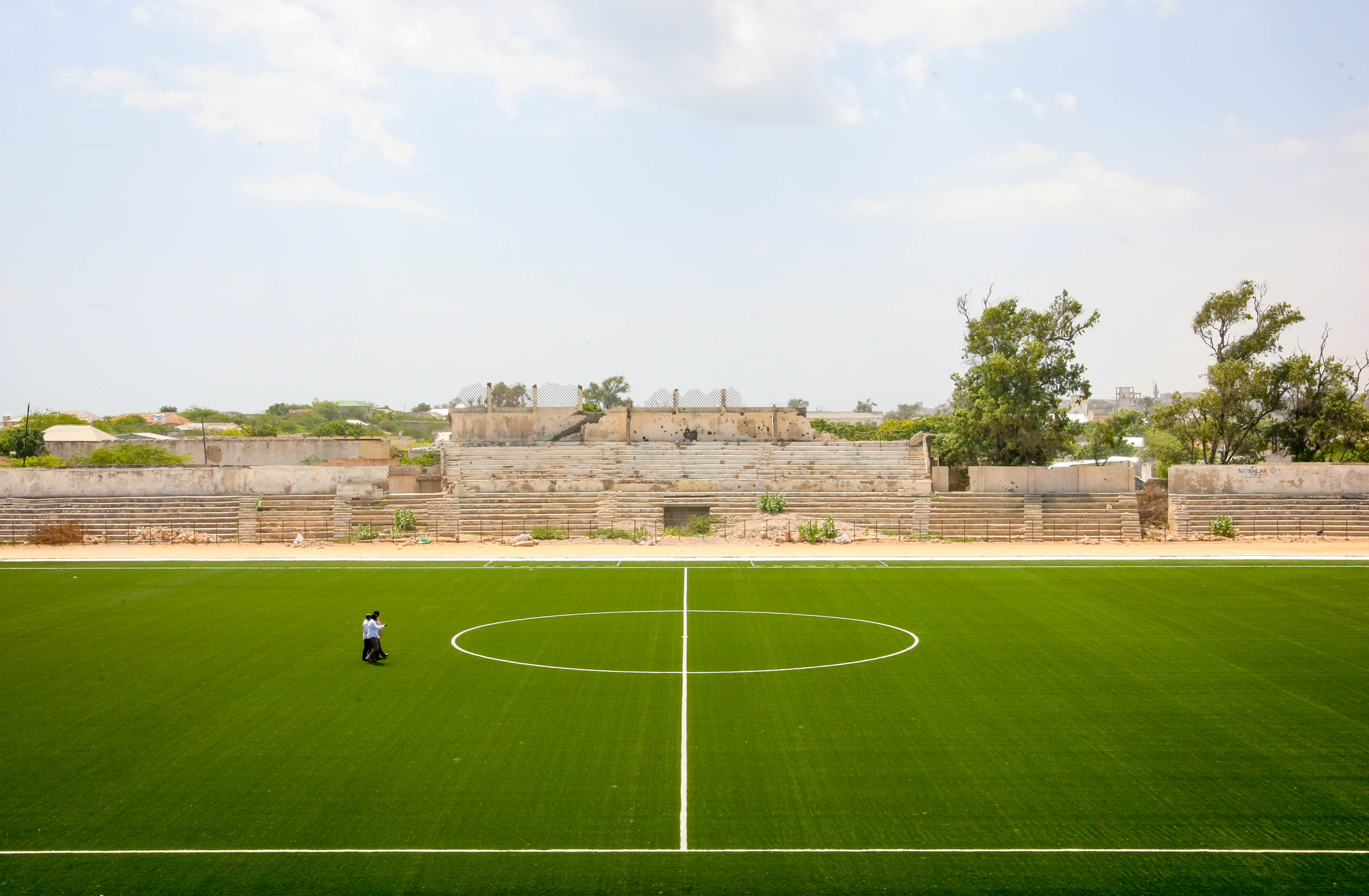
ملعب كرة قدم

اف سي هورسيد هو نادي كرة قدم صومالي، مقره العاصمة مقديشو ويعتبر من أعرق الأندية الصومالية. حقق لقب الدوري الصومالي 7 مرات آخرها في عام 1980.

## إنجازات
- الدوري الصومالي: 7

1972, 1973, 1974, 1977, 1978, 1979, 1980
- كأس الصومال: 4

1982, 1983, 1987, 2015
- كأس سيكافا: 0

المركز الثاني – 1977